# Iglesia de Escocia
La Iglesia de Escocia (Church of Scotland en inglés, Eaglais na h-Alba en gaélico escocés, Kirk o Scotland en escocés germano), de confesión presbiteriana, es la Iglesia oficial de Escocia. También es conocida de manera informal por su nombre en escocés: The Kirk. Su lema es «Nec tamen consumebatur»: Aun así no se consumía (Éxodo 3,2 ).
La Iglesia de Escocia se compromete a hacer que la religión se extienda por todo el territorio escocés. En la práctica, esto implica su presencia en todas las comunidades de Escocia y su esfuerzo por mantenerla. No solo presta sus servicios a sus miembros, sino a todos los escoceses (la mayoría de los funerales en Escocia son celebrados por sus pastores).
Sus orígenes se remontan a la Reforma Escocesa de 1560. En la actualidad, si bien el 32,4 % de la población de Escocia (censo de 2011) se declaró miembro de la misma, solo el 12 % del total es practicante. Esta iglesia participa activamente en la Alianza Reformada Mundial y en la Confederación de Iglesias Europeas.
Esta Iglesia Cristiana pertenece a: Comunión Mundial de Iglesias Reformadas, Comunidad Reformada Mundial, Confederación de Iglesias Europeas, Movimiento Anglicano de Continuación y ACTS Action of Churches Together in Scotland (una organización ecuménica que reúne a las Iglesias de Escocia, Cristianas Protestantes y Cristianas Anglicanas).
Recientemente, la Asamblea General votó en favor de actualizar su política en cuanto al matrimonio.

## Creencias y prácticas
La Palabra de Dios, contenida en el Antiguo y en el Nuevo Testamento, es la base de la fe de la Iglesia de Escocia. Otro de sus pilares es la Confesión de Fe de Westminster (1647), aunque, en este caso, se permite libertad de opinión «en todo lo que no afecte a lo esencial de la fe» (artículos 2 y 5).
No existe un libro de oraciones obligatorio, pero sí uno de himnos (cuya cuarta edición fue publicada en 2005). El Libro de Orden común contiene recomendaciones para el culto público, que son normalmente respetadas en los sacramentos y en la redacción de reglamentos.
El culto, que suele durar en torno a una hora, es conocido, en broma, como un sándwich de himnos y oraciones. La predicación es el punto clave de la mayoría de los oficios religiosos. Estos suelen culminar en un sermón de unos quince minutos casi al final de la celebración. Tradicionalmente, el culto se basaba en el canto de salmos; desde hace un tiempo este ha sido complementado por música cristiana de todo tipo. En los últimos años, un compendio de libros de música moderna ha sido ampliamente utilizado. Además, algunas congregaciones han incorporado elementos de la Comunidad de Iona (fundada en 1938 por el reverendo George MacLeod, es una comunidad ecuménica cristiana que busca nuevas formas de vivir el Evangelio en el mundo actual). No obstante, no hay que olvidar que la celebración de los oficios religiosos está bajo la responsabilidad de un párroco, por lo que el estilo de los mismos puede variar de una parroquia a otra. Asimismo, la participación activa en los oficios religiosos por parte de los laicos se está volviendo más frecuente.
Al igual que otras confesiones protestantes, la Iglesia de Escocia únicamente reconoce dos sacramentos: bautismo (de hijos de familias creyentes o de adultos) y eucaristía. La eucaristía, al recordar simbólicamente La Última Cena, es considerada de gran relevancia. La práctica de la misma varía de una congregación a otra, pudiendo celebrarse una vez al mes en algunos casos.
A nivel teológico, la Iglesia de Escocia es una Iglesia Reformada (en particular, se inscribe dentro del calvinismo); por ello, forma parte de la Alianza Reformada Mundial. No obstante, cabe destacar su larga trayectoria en lo que respecta a la «libertad de opinión en todo lo que no concierna a la esencia de la fe». Esto significa que se muestra relativamente tolerante frente a las diversas posturas teológicas, agrupando así tanto a conservadores como a liberales en términos de doctrina, ética e interpretación de las Sagradas Escrituras (aludiendo a la división escocesa del siglo XIX entre evangélicos y moderados). En la práctica, este concepto también existe en la Iglesia de Inglaterra.
La Iglesia de Escocia es miembro de la ACTS (Action of Churches Together in Scotland, una organización ecuménica que reúne a las Iglesias de Escocia) y colabora estrechamente con otras confesiones en Escocia. Esta colaboración entre las distintas confesiones se opone totalmente al tradicional enfrentamiento que duró hasta comienzos del siglo XX, especialmente en contra de los inmigrantes católicos irlandeses.

## Organización
La Iglesia de Escocia es presbiteriana en su jerarquía y reformada en su teología. El último documento que recoge su posición legal son los Artículos declaratorios de la constitución de la Iglesia de Escocia (Articles Declaratory of the Constitution of the Church of Scotland) de 1921.

### Consistorios y asambleas
Dado que se trata de una Iglesia presbiteriana, no existen los obispos, sino que se encuentra dirigida por dirigentes religiosos, llamados pastores (minister) y dirigentes laicos (elder). Cada congregación está dirigida por un consistorio (Kirk Session), agrupados a su vez por regiones (presbitery) —en la actualidad hay más de 40. El organismo supremo es la Asamblea General (General Assembly) que se reúne todos los años en mayo en Edimburgo.

### Moderador
El presidente de cada tribunal recibe el nombre de «moderador» (en los consistorios, este papel lo suele ejercer el párroco que actúa a a la vez como moderador y, oficiosamente, como miembro del mismo). Las secciones regionales junto con la Asamblea General eligen un moderador cada año, quien puede ser eclesiástico o laico y actúa como máximo representante de la Iglesia de Escocia durante ese período de tiempo. No obstante, hay que remarcar que esto no le otorga ni poderes ni privilegios especiales, ni tampoco le convierte en líder ni en portavoz oficial.

### Oficinas de la Iglesia
Se encuentran en Edimburgo (121 George Street). La arquiterctura de estos impresionantes edificios sigue un estilo de influencia escandinava y fueron diseñados por el arquitecto Sydney Mitchell. Inicialmente construidos para la Iglesia Libre Unida de Escocia entre 1909 y 1911, se les añadió un anexo tras la unión a la Iglesia de Escocia. Cuentan con una plantilla que trabaja a tiempo completo y llevan a cabo la mayor parte del trabajo de la Iglesia de Escocia. La oficina del moderador y todos los concilios, salvo el Concilio de Atención Social, se encuentran localizados en esta sede.

### Concilio
Los diferentes concilios, cuya sede principal se encuentra en las Oficinas de la Iglesia de Escocia en Edimburgo, son:
- Concilio del Sacerdocio.
- Concilio de Misión y Discípulos. Dentro de este se encuentra el Comité para el Arte y la Arquitectura Eclesiásticas.
- Concilio de Apoyo y Servicios.
- Concilio de Misión Mundial.
- Concilio de Atención Social (sede en Charis House, Edimburgo). Es el organismo que más acción social realiza en la Escocia actual. Lleva a cabo proyectos dirigios a grupos desfavorecidos o vulnerables, tales como el cuidado de ancianos, ayuda a gente sin hogar o terapia para alcohólicos, drogadictos y enfermos mentales.

La Iglesia de Escocia nunca ha dudado en intervenir en la política escocesa. En 1919, la Asamblea General creó un Comité Eclesiástico y Estatal, que, en 2005, se convirtió en el Concilio Eclesiástico y Social. Del mismo modo, ha apoyado la transferencia de competencias del gobierno central al gobierno escocés; por ello, tomó parte en la Convención Constitucional Escocesa, la cual llevó a la instauración del Parlamento Escocés en 1997 (además, de 1999 a 2004, por motivo de construcción del edificio del parlamento, el grupo de parlamentarios se reunió en la Sala de Reuniones de la Iglesia en Edimburgo). La Iglesia de Escocia apoya activamente el trabajo de la Oficina Parlamentaria de Iglesias Escocesas con sede en Edimburgo. Asimismo, la Iglesia de Escocia se ha opuesto y sigue oponiéndose de manera firme a las armas nucleares.
Otras agencias son:
- Asamblea del Comité de Acuerdos.
- Comité de las Capillas de las Fuerzas Armadas.
- Gremio de la Iglesia de Escocia. Históricamente fue el movimiento femenino de la Iglesia de Escocia; sigue siendo el grupo de ayuda social más grande en Escocia.
- Comité de Relaciones Ecuménicas.
- Departamento del Tesorero General.
- Depositarios generales, a cuyo cargo está el mantenimiento de los edificios de la Iglesia.
- Comité de Asuntos Legales.
- Concilio sobre la Reforma.
- Departamento del Secretario Principal (cargo que desempeña Finlay A. J. Macdonald desde 1996).
- Oficina de Protección, para el cuidado de los niños.
- Comité de Administración y Finanzas.

## Historia

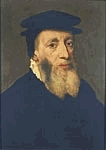
En 1559 John Knox volvió de Ginebra para liderar la Reforma Escocesa.

Los orígenes de la Iglesia de Escocia se remontan a la Reforma Escocesa de 1560 que contribuyó de manera decisiva a definir su identidad, ya que, en ese momento, se produjo la ruptura con Roma. Este proceso de reforma protestante trajo consigo cambios tanto en la doctrina como en la jerarquía inspirados en los principios de Juan Calvino, con los que John Knox, líder del movimiento, había entrado en contacto mientras vivía en Ginebra. En 1560, el Parlamento Escocés abolió la jurisdicción papal y aprobó la confesión de fe de Calvino. Sin embargo, no hizo lo mismo con muchos de los principios que John Knox exponía en el Primer Libro de la Disciplina, en el que defendía, entre otros aspectos, que todos los bienes de la Iglesia precedente deberían pasar a manos de la nueva. La cuestión de quién dirigiría la Iglesia permaneció sin resolver.
Finalmente, el joven rey Jacobo VI de Escocia y I de Inglaterra aprobó en 1572 el Acuerdo de Reforma de 1560. A través del Concordato de Leith, se autorizaba a la Corona a designar obispos siempre que contara con la aprobación de la Iglesia. No obstante, el propio John Knox no tenía claro cuál iba a ser la función de los obispos dentro de la nueva Iglesia y prefería que fueran denominados «superintendentes». En respuesta al nuevo Concordato, surgió un grupo de presbiterianos dirigido por Andrew Melville, autor del Segundo Libro de la Disciplina. Durante un tiempo, Melville y sus seguidores tuvieron éxito, especialmente con la entrada en vigor de la Golden Act en 1592, la cual daba la aprobación parlamentaria a los consistorios presbiterianos.
El rey Jacobo VI de Escocia y I de Inglaterra creía que el presbiterianismo era incompatible con la monarquía, lo que resumía en «Sin obispo, no hay rey». En consecuencia, gracias a una hábil manipulación por parte de la Iglesia y del Estado, se fueron reintroduciendo paulatinamente, primero, el episcopado parlamentario y, más tarde, el episcopado diocesano. Así, a su muerte (1625), la Iglesia de Escocia contaba con un cuerpo completo de obispos y arzobispos. Además, las Asambleas Generales se celebraban cuándo y dónde la Corona autorizaba. 

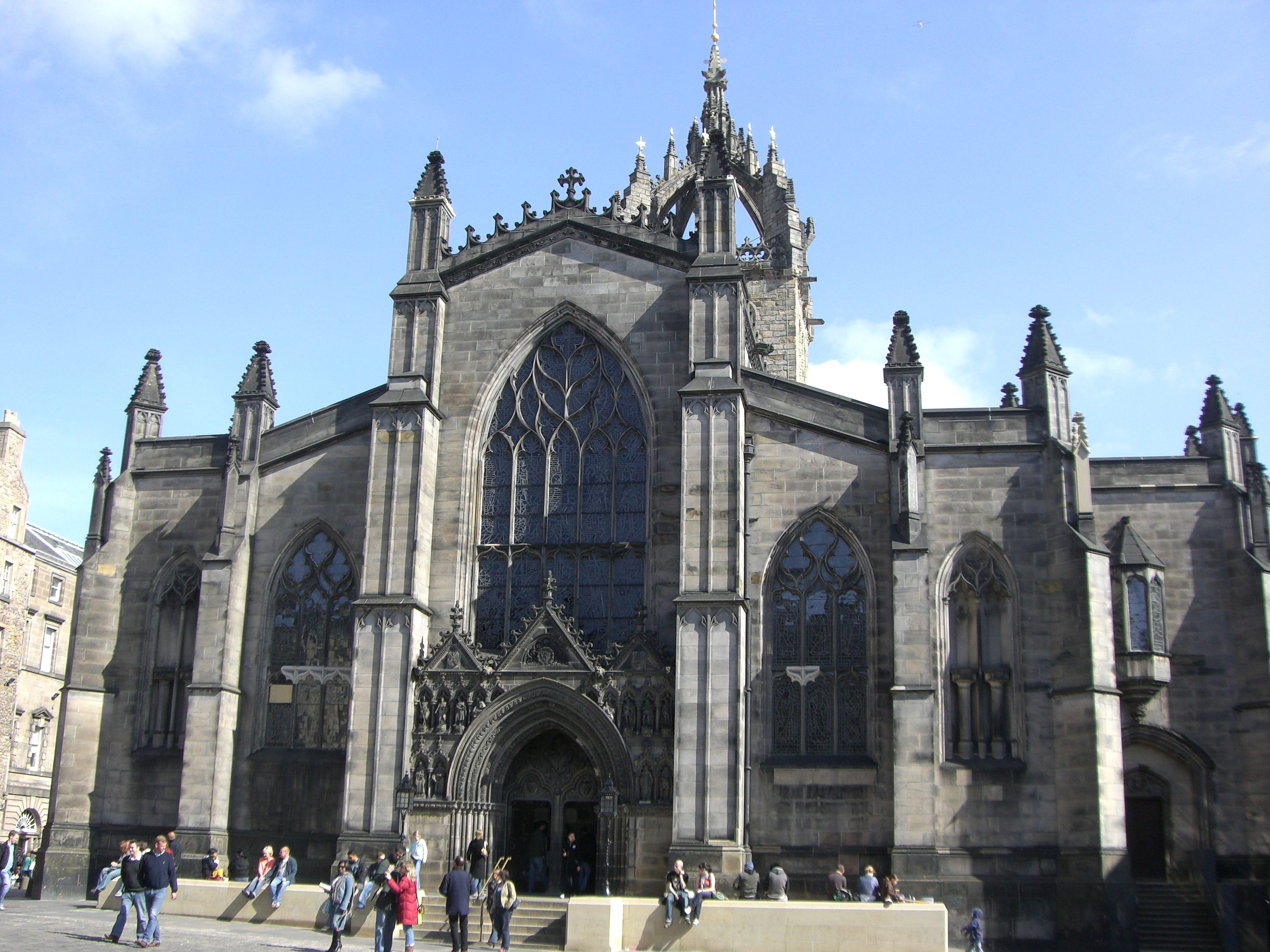
Catedral de San Gil de Edimburgo, puerta oeste.

Carlos I de Inglaterra (rey de Inglaterra, Escocia e Irlanda), su sucesor, heredó en Escocia un acuerdo basado en una solución intermedia entre la doctrina calvinista y la práctica episcopal. Careciendo del carácter político de su padre, empezó a destruir este equilibrio criticando la austeridad del culto escocés y buscando introducir rituales propios de la Iglesia alta de Inglaterra.
Esta reforma se basaba en El Libro de Orden común de 1637, que había sido escrito por un grupo de obispos escoceses y, en contra de lo que a menudo se cree, aún no se usaba en Inglaterra. Fue la insistencia de Carlos I de Inglaterra en ocultar todo este asunto lo que provocó el descontento general. Así, cuando se celebró en el verano de 1637 la introducción de este libro en la catedral de San Gil (Edimburgo), estalló una oleada de disturbios que se extendería por toda Escocia. A comienzos de 1638, un gran número de escoceses se unió a los Covenanters, quienes protestaban en contra de la introducción de El Libro de Orden común y de otras innovaciones que no habían sido previamente probadas y aprobadas por parlamentos independientes y Asambleas Generales de la Iglesia.
En noviembre de 1638, habiendo transcurrido veinte años desde que se celebrara la última, tuvo lugar una Asamblea General en Glasgow. En ella, no solo se declaró ilícito El Libro de Orden común, sino que también se abolió la función de los obispos. De esta forma, la Iglesia de Escocia quedó establecida sobre una base presbiteriana. Los intentos de oposición de Carlos I de Inglaterra dieron lugar a las Guerras de los Obispos. En un determinado momento, los Convenanters se unieron a los parlamentarios ingleses, lo que dio lugar a la Confesión de Fe de Westminster (1647) (ésta sigue siendo uno de los pilares de Iglesia de Escocia; la Iglesia de Inglaterra la reemplazó durante la Restauración inglesa). 
El episcopado se reintrodujo en Escocia tras la Restauración, lo que produjo un gran descontento, especialmente en el suroeste, donde la tradición presbiteriana estaba muy arraigada. En gran medida, la situación actual no ha variado desde 1690, cuando, después de la Revolución Gloriosa, la mayoría de los obispos escoceses eran jacobitas y, por ello, el poder presbiteriano fue garantizado por la ley. No obstante, continuó la controversia sobre la relación entre el poder civil y el religioso; la potestad de designar clérigos del poder civil provocó la secesión de muchos grupos. Esta fase de secesión se inició en 1733 y acabó en 1843, año en el que una gran parte de la Iglesia se separó y formó la Iglesia Libre de Escocia. La existencia de numerosas congregaciones presbiterianas en Escocia es el resultado de estos procesos de separación y las subsiguientes fusiones y segregaciones que se produjeron entre los diversos grupos secesionados.
Hasta finales del siglo XIX, la Iglesia de Escocia fue la responsable de la educación (la primera en hacerlo en el mundo moderno [cita requerida]). Su objetivo era que los fieles fueran capaces de leer la Biblia.
En 1921, el Parlamento del Reino Unido aprobaría la Church of Scotland Act, la cual reconoce la independencia de esta institución en asuntos espirituales. Este hecho permitió que la Iglesia de Escocia pudiera unirse en 1929 a parte de la Iglesia Libre Unida de Escocia (surgida tras la unión de la Iglesia Presbiteriana Unida de Escocia y la mayor parte de la Iglesia Libre de Escocia en 1900).

## Situación actual
Censo de 2001
| Religión                                        | Porcentaje demográfico |
| ----------------------------------------------- | ---------------------- |
| Iglesia de Escocia                              | 32,4%                  |
| Iglesia episcopal escocesa (Comunión anglicana) | 18,0%                  |
| Iglesia católica                                | 15,9%                  |
| Otras confesiones cristianas:                   | 6,8%                   |
| Islam                                           | 0,8%                   |
| Budismo                                         | 0,1%                   |
| Sijismo                                         | 0,1%                   |
| Judaísmo                                        | 0,1%                   |
| Hinduismo                                       | 0,1%                   |
| Otras religiones                                | 0,5%                   |
| No perteneciente a ninguna religión             | 27,5%                  |
| NC                                              | 5%                     |

Al igual que otras confesiones, la Iglesia de Escocia se enfrenta en la actualidad a muchas dificultades. Desde los años cincuenta, el número de miembros se ha reducido a la mitad, siendo ahora inferior al medio millón. Además, tiene que hacer frente a problemas económicos y ha de mantener los antiguos edificios eclesiásticos. El problema de la escasez de pastores se ha visto solucionado en los últimos años con un aumento de las vocaciones. Así, a día de hoy hay 984 pastores en activo para 489.000 miembros agrupados en 1179 congregaciones.
Según una encuesta nacional en 2011, 1,7 millones de personas se identifican como seguidores de la Iglesia de Escocia.
Asimismo, la Iglesia de Escocia sigue intentando atraer a los jóvenes, pues trata de abordar sus problemas tanto desde las congregaciones como a nivel nacional. La solución a este problema se ha buscado en la presencia de representantes juveniles —provenientes de la Asamblea Juvenil, que va ganando en importancia y popularidad en los últimos años— en la Asamblea General.
Desde la Reforma, uno de los principios de la Iglesia de Escocia ha sido: «ecclesia reformata semper reformanda secundum verbum Dei» (una Iglesia que es reformada siempre se está reformando de acuerdo con la Palabra de Dios). Siguiéndolo, se redactó Una Iglesia sin barreras (A Church Without Walls) en la Asamblea General de 2001. Este informe recoge un conjunto de valores y se centra en la vida cotidiana de la Iglesia y no en sus instituciones.
Aunque desde 1968 se reconoce la igualdad entre hombres y mujeres a nivel religioso, hasta 2004 no se eligió a la primera moderadora para la Asamblea General: la doctora Alison Elliot, quien, además, fue la primera laica en ser elegida desde que lo fuera George Buchanan en el siglo XVI. En 2007, la reverenda Sheilagh M. Kesting se convirtió en la primera pastora en ser elegida moderadora.